# ناطق خلوصي
ناطق خلوصي (1937 - ) هو كاتب وقاص عراقي.

## سيرته
ولد ناطق خلوصي في عام 1937 في مدينة بلد في محافظة صلاح الدين، وتخرج من كلية التربية - قسم اللغات الأجنبية بجامعة بغداد عام 1960،عمل مدرسًا في المدارس الثانوية، ونشر العديد من القصص والمقالات في الصحف والمجلات المحلية منذ الستينات.

## مؤلفاته
غالباً ما يختار ناطق لرواياته موضوعاً عراقياً، ليجمع بين التاريخ السياسي والواقع الاجتماعي، من مؤلفاته:
1. تفاحة حواء.
2. منزل السرور.
3. المزار.
4. الحرب والجحيم.
5. شرفات الذاكرة.
6. البحث عن ملاذ آمن.
7. اعترافات زوجة رجل مهم.
8. بستان الياسمين.
9. الدراما التلفزيونية العربية.
10. فضاءات السرد الروائي العراقي.